# گاری سگ

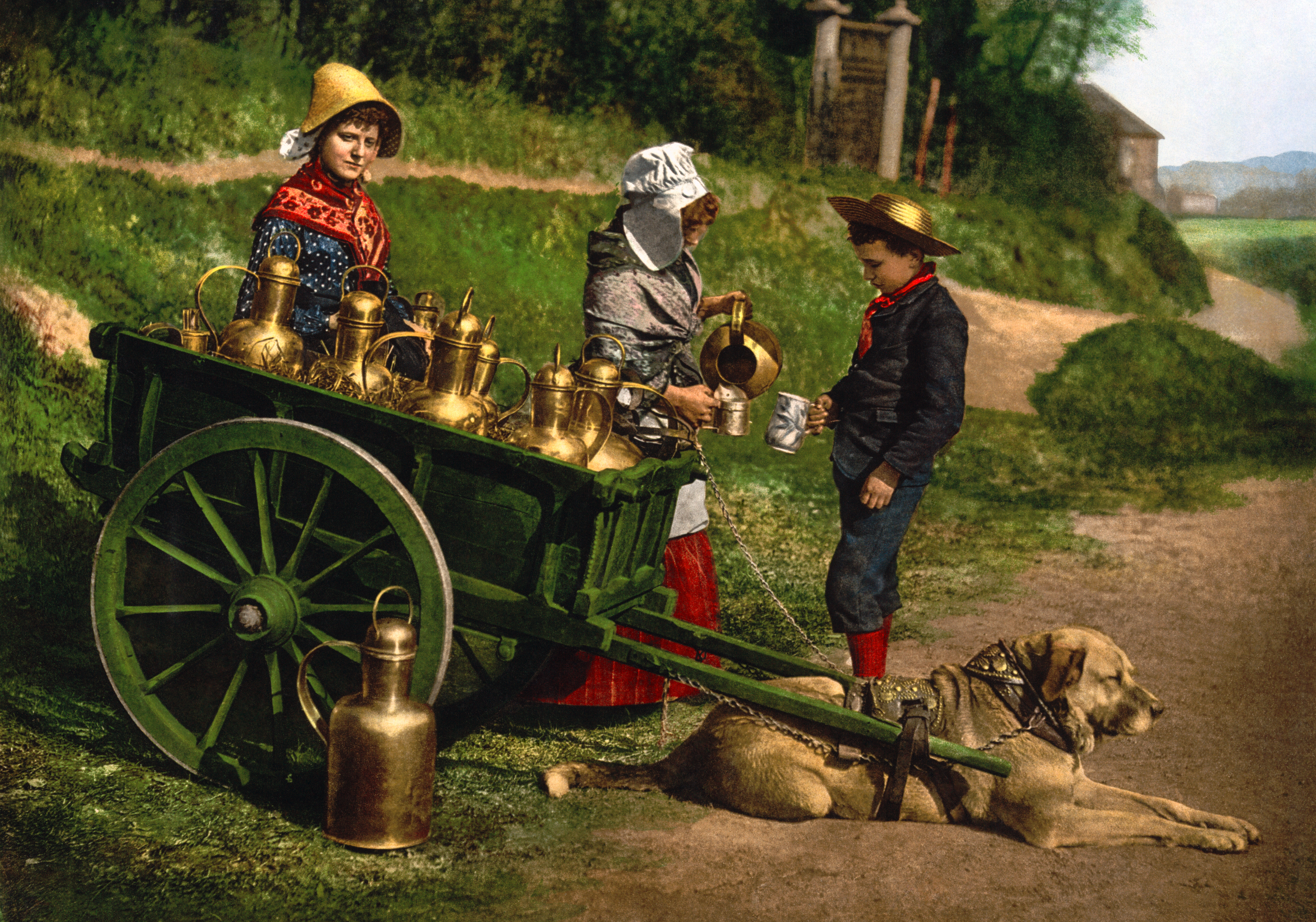
عکسی از اواخر قرن نوزدهم که دو دستفروش را در حال فروش شیر از گاری سگ در نزدیکی بروکسل، بلژیک نشان می‌دهد.

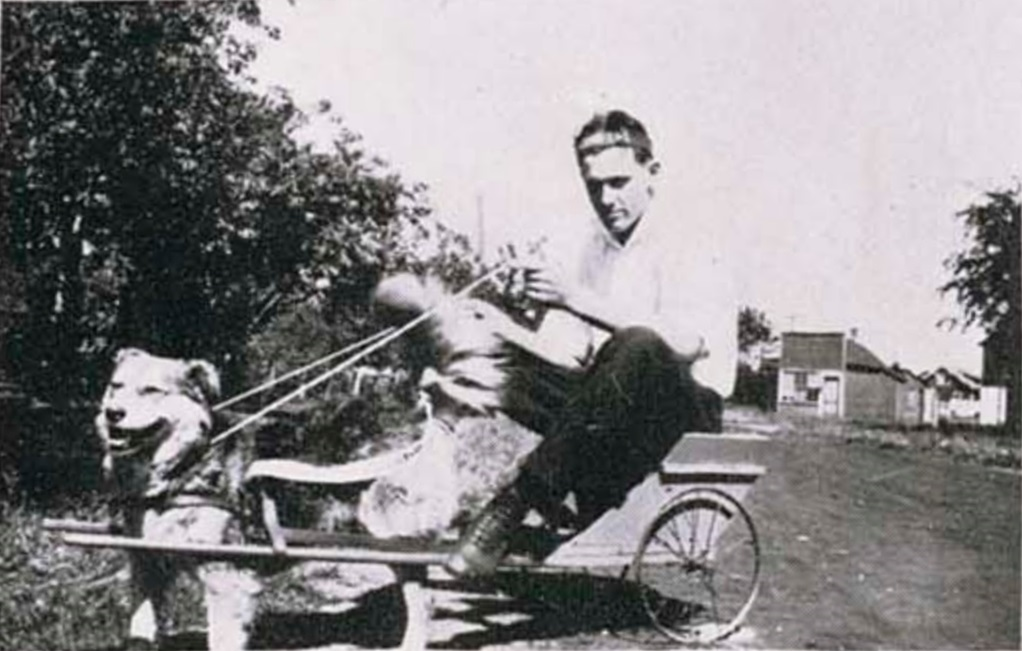
داگ کارت، خلیج استورجن، ویسکانسین، از سالنامه دبیرستان ۱۹۱۸–۱۹۱۹

گاری سگ گاری است که توسط یک یا چند سگ کشیده می‌شود.

## توضیحات
گاری‌های سگ که توسط یک یا چند سگ کشیده می‌شد، از نظر تاریخی در بلژیک و هلند برای تحویل شیر، نان و سایر تجارت‌ها استفاده می‌شد. در اوایل دوره ویکتوریایی بریتانیا، گاری‌های سگ با نانوایان مرتبط می‌شدند و زمانی که از منطقه مخصوص عابران پیاده استفاده می‌کردند، به عنوان یک مزاحم در نظر گرفته می‌شد. گاری‌های سگ‌کشی در لندن در سال ۱۸۴۰ ممنوع شد، اما در فرانسه و بلژیک بعضاً برای تحویل دادن شیر از مزارع کوچک به کارخانه‌های لبنی استفاده می‌شوند.